# Schötz
Schötz – miejscowość i gmina w środkowej Szwajcarii, w kantonie Lucerna, w okręgu Willisau. 1 stycznia 2013 r. do gminy przyłączono gminę Ohmstal.

## Geografia
Od 2006 r. Schötz zajmuje powierzchnię 15,27 km². Z tego obszaru 69,3% jest wykorzystywane do celów rolniczych, a 17,9% jest zalesione. 10,9% powierzchni gminy jest utrwalone (budynki lub drogi), a pozostała część (1,9%) nie jest produktywna (rzeki, lodowce lub góry). W badaniu gruntów z 1997 r. zalesione obszary stanowią 17,87% całkowitej powierzchni gminy. Z użytków rolnych 67,55% jest wykorzystywane w rolnictwie lub jako pastwiska, a 1,74% jako sady i uprawy winorośli. Z obszarów zurbanizowanych 4,31% jest zabudowane, 1,19% jest przemysłowe, 0,55% jest klasyfikowane jako obiekty specjalne, 0,55% to parki lub tereny zielone, a 4,31% to infrastruktura transportowa. Z obszarów nieprodukcyjnych 0,09% to woda stojąca (stawy lub jeziora), 0,37% to woda płynąca (rzeki), a 1,47% to inne nieużytki.

## Demografia
W Schötz mieszka 4 657 osób (31 grudnia 2021). 20% osób nie jest obywatelami szwajcarskimi (2021). W ciągu ostatnich 10 lat populacja wzrosła o 14,5%. W 2000 r. większość ludności mówi w języku niemieckim (91,1%), przy czym albański jest drugim najczęściej używanym językiem (3,2%), a serbsko-chorwacki - trzecim (1,4%).
W wyborach w 2007 roku najpopularniejszą partią w gminie była CVP, która otrzymała 43,2% głosów. Kolejnymi trzema najpopularniejszymi partiami były: SVP (23,9%), FDP (20,5%) i Grüne (6,1%).
Struktura wieku w gminieː 912 osób (27%) populacji ma 0–19 lat, 959 osób (28,4%) ma 20–39 lat, a 1 102 osób (32,7%) ma 40–64 lata. Starsza struktura wieku wynosi 297 osób (8,8%) ma 65–79 lat, 90 (2,7%) to osoby w wieku 80–89 lat, a 12 osób (0,4%) populacji ma 90 lat.
W Schötz około 65,5% ludności (w wieku od 25 do 64 lat) ukończyło nieobowiązkowe wykształcenie średnie lub dodatkowe np. wyższe.

## Gospodarka
Jest tam 1 130 gospodarstw domowych, z czego 320 z nich (około 28,3%) zawiera tylko jedną osobę. 142 (około 12,6%) to duże gospodarstwa domowe z co najmniej pięcioma członkami. W gminie jest 580 zamieszkałych budynków, z których 433 zostało zbudowanych tylko jako mieszkania, a 147 było budynkami o mieszanym przeznaczeniu. W gminie znajdują się 302 domy jednorodzinne i 65 domów wielorodzinnych.
Schötz ma stopę bezrobocia na poziomie 2,28%. W sektorze gospodarki pierwotnej zatrudnionych jest 155 osób i około 51 firm zajmujących się tym sektorem. 576 osób jest zatrudnionych w sektorze drugorzędnym, a w tym sektorze jest 47 przedsiębiorstw. 583 osób jest zatrudnionych w trzecim sektorze, z 88 firmami w tym sektorze. W tym samym czasie kobiety stanowiły 39,6% siły roboczej.

## Religie
2 482 (81,8%) mieszkańców to katolicy, 225 (7,3%) to protestanci, a dodatkowo 39 (1,27%) było wyznawców innej wiary chrześcijańskiej. Jest 151 osób (4,93% populacji), którzy są muzułmanami. 14 osób (0,46%) wyznaje inną religię, 82 (2,68%), które nie wyznają żadnej zorganizowanej religii, 72 (2,35%), które nie odpowiedziały na to pytanie.

## Transport
Przez teren gminy przebiega droga główna nr 2a. 